# 長崎市立上長崎小学校
長崎市立上長崎小学校（ながさきしりつ かみながさきしょうがっこう、Nagasaki City Kami-Nagasaki Elementary School）は、長崎県長崎市下西山町にある公立小学校。

## 概要
歴史
1876年（明治9年）に開校した「第五大学区第一中学校区鳴滝小学校」を前身とする。
学校教育目標
スローガン「街を愛し、人とつながり、夢に向かう」
校章
星（☆）を背景にし、中央に校名の「上」の文字を置いている。
校歌
3番まであり、3番の歌詞の中に、校名の「上長崎」が入っている。シーボルト宅跡に開設された歴史により「偉人の家の跡占めて」という歌詞がある。
校区
中学校区は長崎市立片淵中学校。

## 沿革
- 1876年（明治9年）10月 - 上長崎村中川郷[2]のシーボルト学室跡の家屋で、「第五大学区第一中学校区鳴滝小学校」として開校。
- 1878年（明治11年）- 一旦閉校。
- 1880年（明治13年）- 馬場郷（現・桜馬場町）の天満宮社務所を借用し、「桜馬場小学校」として再開。
- 1882年（明治15年）- 馬場郷下道（現・桜馬場町155）に土地家屋を購入の上移転し、「簡易城山小学校」に改称。
- 1890年（明治23年）- 簡易城山小学校を廃止し、児童を長崎県師範学校附属小学校に委託。
- 1893年（明治26年）4月 - 長崎県師範学校附属小学校への委託を解消し、西山町三丁目[3]42番地に「上長崎村立上長崎尋常小学校」を設置。開校式を挙行。
- 1895年（明治28年）9月 - 生徒数の増加で校舎が手狭になったため、片淵町三丁目[4]56-58番地の場所に新校舎2棟を建設。
- 1898年（明治31年）- 市村分合により、100名ほどの児童を長崎市に移管。
- 1901年（明治34年）4月 - 高等科（4ヶ年）を設置し、「上長崎尋常高等小学校」と改称（尋常科4年・高等科2年）。
- 1902年（明治35年）- 本河内分教場を開設。
- 1903年（明治36年）8月 - 木場[5]分教場を開設。
- 1908年（明治41年）4月 - 小学校令の改正により、尋常科（義務教育期間）が4年から6年間に延長され、高等科の修業年限が2年となる。
- 1918年（大正7年）4月 - 長崎県師範学校代用附属小学校[6]となる。（5年間）
- 1920年（大正9年）10月 - 上長崎村の長崎市編入に伴い、「長崎市立上長崎尋常高等小学校」となる。
- 1938年（昭和13年）10月 - 西山町長崎市立高等女学校[7]跡（現在地）に4年生以上の児童を収容し、授業を開始。
- 1941年（昭和16年）4月1日 - 国民学校令の施行により、「長崎市立上長崎国民学校」と改称。
- 1947年（昭和22年）4月1日 - 学制改革（六・三制の実施）により、「長崎市立上長崎小学校」（現在名）と改称。
- 1950年（昭和25年）6月 - 木場分校を新築移転。
- 1952年（昭和27年）4月 - 移築校舎が完成。
- 1969年（昭和44年）3月 - 木場分校を閉校。本校の新校舎が完成。
- 1972年（昭和47年）4月 - 体育館が完成。
- 1976年（昭和51年）11月 - 創立100周年記念式典を挙行。記念碑を建立。
- 2006年（平成18年）10月 - 創立130周年記念式典を挙行。
- 2007年（平成19年）4月 - 特別支援教室（病弱）を開設。
- 2009年（平成21年）2月 - AEDを設置。
- 2010年（平成22年）7月 - プールを解体。新校舎建設工事に着工。
- 2011年（平成23年）9月 - 新校舎（第一期）が完成し、移転。長崎市立坂本小学校との親子方式[8][9]給食を開始。
- 2012年（平成24年）
  - 2月 - 旧校舎解体工事が完了。旧校舎は長崎市最古の鉄筋コンクリート造校舎[10]（旧・長崎市立高等女学校校舎）であった。
  - 3月 - 教室棟屋上に防災行政無線拡声設備を設置。
  - 体育館の部分改修・改築工事、給食室の建設が行われている。
  - 7月 - 給食棟新築工事開始（～2013年3月）。
  - 11月 - 体育館改修工事開始（～2013年3月）。
- 2013年（平成25年）1月 - 太陽光発電システム設置工事開始（～4月）。
- 2014年（平成26年）11月 - 校舎エレベーター設置工事開始（～2015年3月）。
- 2015年（平成27年）
  - 2月 - 創立140年記念式典挙行し、記念碑建立。
  - 12月 - タブレット型パソコンの設置・設定。同月、教室棟校舎外壁工事（～2016年3月）。
- 2019年（令和元年）
  - 8月 - 教室棟各教室及び管理棟理科室エアコン設置（使用開始は9月から）。
  - 9月 - 日本で開催されたラグビーワールドカップで、イングランドチームが学校訪問し、交流を行った。

## アクセス
最寄りの鉄道駅
- 長崎電気軌道蛍茶屋支線諏訪神社停留場下車、徒歩5 - 10分。

最寄りのバス停
- 長崎県営バス「上長崎小学校前」バス停下車、徒歩1 - 2分。

最寄りの国道・県道
- 国道34号
- 長崎県道235号昭和馬町線（西山通り）

## 周辺
- 長崎市立伊良林小学校
- 長崎市立片淵中学校（以前は県道235号をはさんですぐの場所にあった[10]が、移転して跡地は済生会長崎病院となっている。）
- 長崎市立桜馬場中学校
- 長崎県立鳴滝高等学校
- 長崎大学片淵キャンパス
  - 経済学部
- 長崎西山郵便局 - 2013年（平成25年）3月29日に閉局
- 済生会長崎病院
- 鎮西大社諏訪神社
- 校舎跡地公園（長崎県立長崎高等女学校・長崎県立長崎東高等学校西山校舎跡地[10]）
- 西山川

## 参考資料
- 「郷土教授資料調査」p.30（1916年（大正5年）5月27日発行,西彼杵郡教育会）- 国立国会図書館近代デジタルライブラリーウェブサイト コマ番号21